# Хура (приток Висима)
Хура — река в России, протекает в Ханты-Мансийском автономном округе. Устье реки находится в 29 км по левому берегу реки Висим. Длина реки составляет 119 км, площадь водосборного бассейна — 1360 км².

## Притоки
(км от устья)
- 8 км: Паульсисъя (пр)
- 30 км: Унтмитпохъя (лв)
- 63 км: Каръя (пр)
- 95 км: Манья (пр)

## Данные водного реестра
По данным государственного водного реестра России относится к Нижнеобскому бассейновому округу, водохозяйственный участок реки — Северная Сосьва, речной подбассейн реки — Северная Сосьва. Речной бассейн реки — (Нижняя) Обь от впадения Иртыша.